# Usamaru Furuya
Usamaru Furuya Furuya Usamaru (古屋兎丸) (25 de gener de 1968 en Tòquio (Japó)) és un artista manga japonès. Graduat de la Tama Art University on s'especialitzà en pintura a l'oli i desenvolupà un interès en escultura i en dansa Butoh.
Durant l'escola, Furuya se inscrigué en el curs de Manga per correspondència d'Osamu Tezuka i pel moment en què arribà a l'escola secundària havia descobert un estil més fosc. Durant la universitat evolucionà del seu treball figuratiu per eventualment tractar formes més abstractes. El 1994 Furuya publicà la seua primera obra manga Palepoli en la revista Garo. Després de graduar-se de la universitat, s'havia previst inicialment treballar com artista a temps complet, fent il·lustracions per una banda, però el manga se convertí en el seu èxit i la seva carrera florí.

## Obres

### Manga
- Palepoli (パレポリ)
- Short Cuts (ショートカッツ)
- Garden
- Wsamarus 2001
- Marie no Kanaderu Ongaku (Marieの奏でる音楽)
- Jisatsu School (自殺サークル)
- Donki Kōrin (鈍器降臨)
- π (パイ)
- Happiness (ハピネス)
- Lychee☆Hikari Club (ライチ☆光クラブ) (escrit per: Norimizu Ameya)
- Shōnen Shōjo Hyōryōki (少年少女漂流記)
- Kanojo wo Mamoru 51 no Hōhō (彼女を守る51の方法)
- Innosen Shōnen Jūjigun (インノサン少年十字軍)
- Genkaku Picasso (幻覚ピカソ)
- Ningen Shikkaku (人間失格) (escrit per: Osamu Dazai)

### Il·lustracions
- Flowers

### Films/drames
- ZOO (Screen Play, Storyboards, Disseny dels personatges)
- Noriko no Shokutaku Shutsuen (紀子の食卓出演) (Home en la Cafeteria)
- Ichiban Kirei na Mizu (いちばんきれいな水) (Treball Original)
- Short Cuts (ショートカッツ) (Treball Original)